# Pseudopoda grahami
Pseudopoda grahami är en spindelart som först beskrevs av Fox 1936.  Pseudopoda grahami ingår i släktet Pseudopoda och familjen jättekrabbspindlar. Inga underarter finns listade i Catalogue of Life.